# Aulacomnium heterostichoides
Aulacomnium heterostichoides là một loài rêu trong họ Aulacomniaceae. Loài này được Janssens, D.G. Horton & Basinger mô tả khoa học đầu tiên năm 1979.